# Phyllangia pequegnatae
Phyllangia pequegnatae är en korallart som beskrevs av Stephen D. Cairns 2000. Phyllangia pequegnatae ingår i släktet Phyllangia och familjen Caryophylliidae. Inga underarter finns listade i Catalogue of Life.